# Памятник Покрышкину (Краснодар)
Памятник Покрышкину — памятник лётчику-истребителю трижды Герою Советского Союза Александру Ивановичу Покрышкину в городе Краснодар.
Памятник расположен в Краснодаре на улице Дзержинского в микрорайоне Жукова.

## История
А. И. Покрышкин был направлен в Краснодар после окончания Пермского училища авиатехников, отсюда он уехал учится в Качинское училище летчиков. В апреле 1943 года на Кубани разгорелось ожесточенное воздушное сражение, в котором участвовал Покрышкин. На Кубани советские летчики разработали новую тактику боевых действий. В кубанском небе Покрышкин сбил около тридцати немецких самолётов и был удостоен дважды звания Героя Советского Союза.
Памятник А. Покрышкину в Краснодаре был открыт 28 апреля 2005 года. На открытие памятника присутствовали сын летчика, однополчане, друзья и коллеги А. Покрышкина. Автор памятника — Ольга Федоровна Яковлева. Скульптура памятника установлена на пьедестале, на котором закреплена плита с надписью: «ПОКРЫШКИН Александр Иванович Лётчик-истребитель первый трижды герой Советского Союза, маршал авиации». А. Покрышкин изображен подбоченившимся, в форме летчика, со шлемом, в сапогах и с кобурой.
Первоначально памятник был установлен у перекрестка улиц Постовой и Седина, перед центральным входом в Городской сад. В доме у перекрестка улиц Постовой и Седина, проживал в конце тридцатых годов А.И. Покрышкин. В 2008 году памятник перенесен на улицу им. Покрышкина в микрорайоне им. Жукова.

## Технические данные
Памятник выполнен из бронзы. Благоустроена территория вокруг памятника. Высота памятника — около шести метров.